# La Ferté-sous-Jouarre
La Ferté-sous-Jouarre là một xã ở tỉnh Seine-et-Marne, thuộc vùng Île-de-France ở miền bắc nước Pháp.

## Dân số

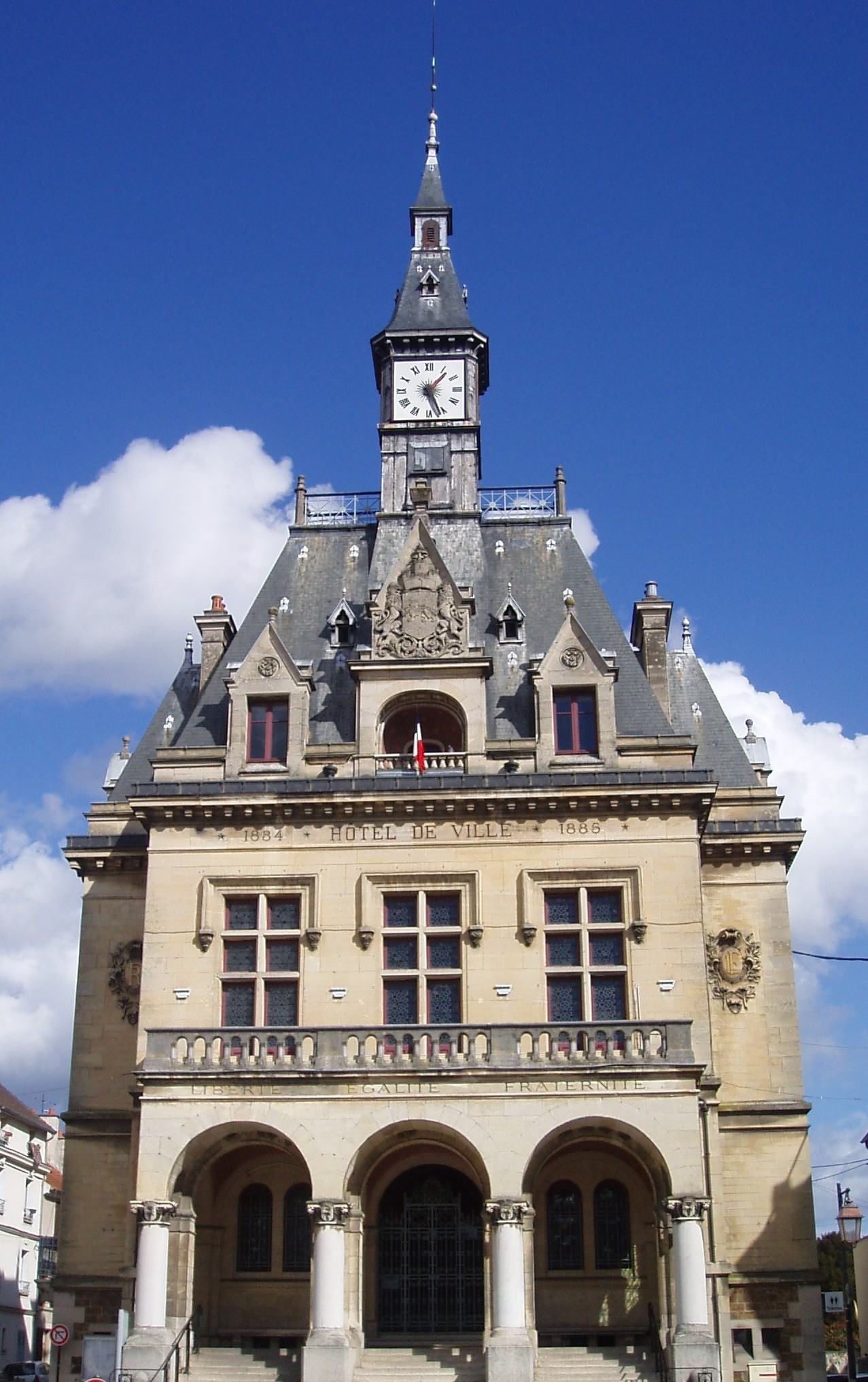
Town hall of La Ferté sous Jouarre.

Người dân ở La Ferté-sous-Jouarre được gọi là Fertois.
Điều tra dân số năm 1999, xã này có dân số là 8,584.